# Sonate pour violon et piano no 1 de Schumann
Pour les articles homonymes, voir Sonate pour violon et piano.

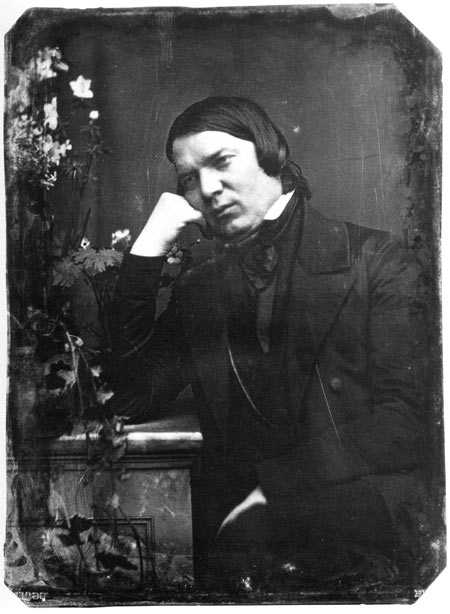
Compositeur de la sonate : Robert Schumann

La Sonate pour violon et piano no 1 en la mineur opus 105 est une œuvre de musique de chambre de Robert Schumann. Composée en septembre 1851 à Düsseldorf, elle est créée le 21 mars 1852 à Leipzig. Peu satisfait de cette sonate qui privilégie le registre grave de l'instrument, il déclare:

« La première sonate ne me plaisait pas, c'est pourquoi j'en ai fait une seconde, dont j'espère qu'elle sera meilleure. »

## Structure
1. Mit leidenschaftlichem ausdruck « avec une expression passionnée » (en la mineur, à 
)
2. Allegretto (en fa majeur)
3. Lebhaft « animé » (en la mineur, à 
)

La durée d'exécution est d'environ dix sept minutes.